# デセアド川
デセアド川（デセアドがわ、スペイン語: Río Deseado）は、アルゼンチンのサンタ・クルス州北部を流れる河川。名称は英語のDesire（強く望む）のスペイン語表記であり、1592年のトーマス・キャベンディッシュの探検中に、ジョン・デイヴィスによって率いられた2隻の船団の片方の名前に由来している。615kmを流れて大西洋に注いでいる。

## 地理

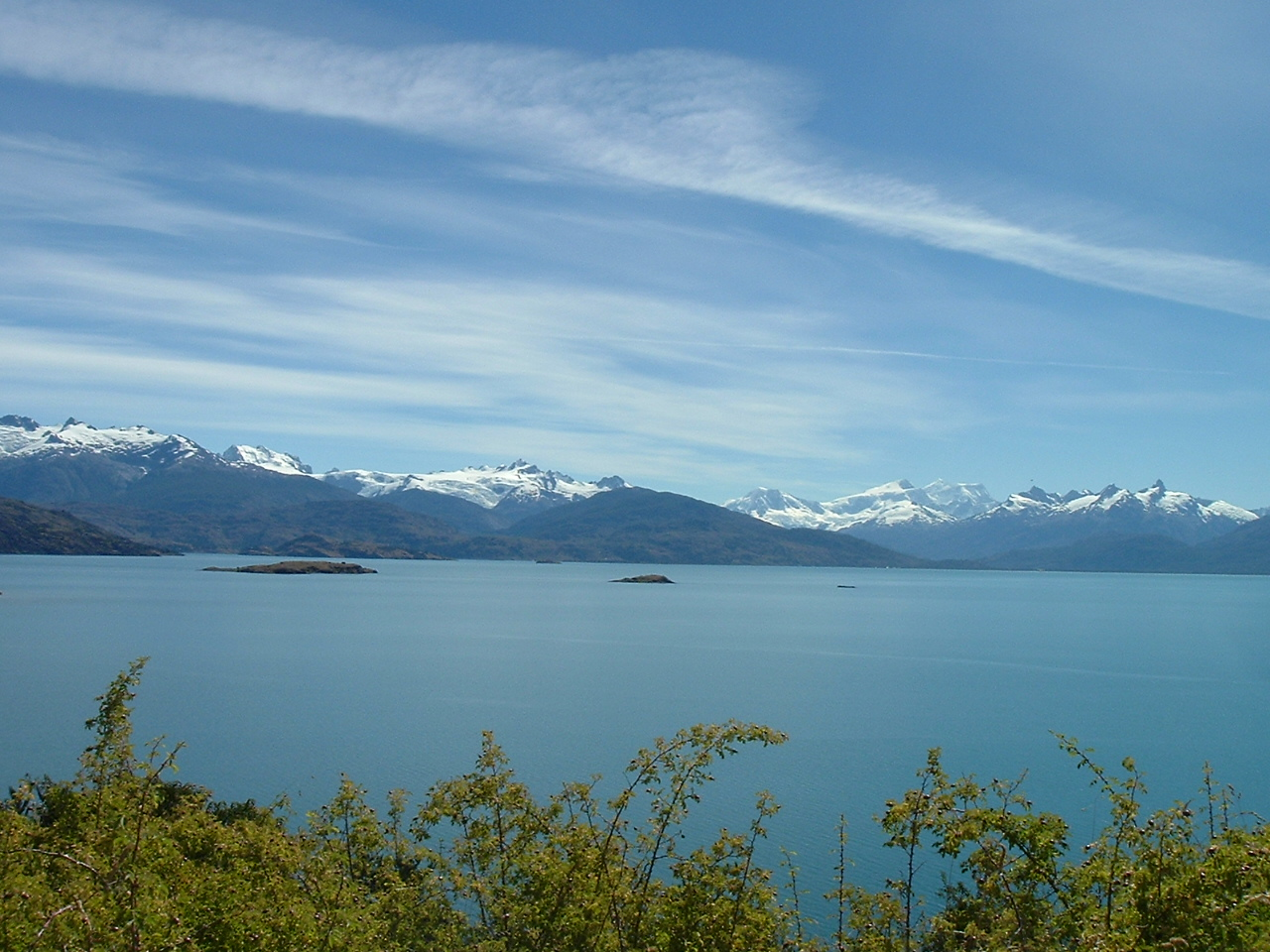
ブエノスアイレス湖

サンタ・クルス州北西部のアンデス地域には氷河が融解してできたブエノスアイレス湖があり、この湖がデセアド川の源流である。主要な支流にはピントゥラス川やフェニクス川がある。国道43号の南側を西北西から東南東に向かって流れる。乾燥した大地では水流が消失することがあり、中流のラス・エラス近郊からハラミージョ近郊までは地図上でも点線で示されることがある。河口には深い水深を持つ天然の港のプエルト・デセアドが存在し、エスチュアリーを形成する河口に達する前に再び水流が復活する。流域の南東部では川水が灌漑用水に使用される。1977年には河口がリア・デセアド自然保護区に指定された。